# Segundo Doctor
El Segundo Doctor es la segunda encarnación del protagonista de la longeva serie británica de ciencia ficción de la BBC Doctor Who. Fue interpretado por el actor Patrick Troughton. Su doblador en Hispanoamérica era Antonio Correas.
En la narrativa de la serie, el Doctor es un alienígena de siglos de edad de la raza de los Señores del Tiempo del planeta Gallifrey que viaja a través del tiempo y el espacio en su TARDIS, frecuentemente con acompañantes. Cuando el Doctor es herido mortalmente, puede regenerar su cuerpo; al hacerlo cambian su apariencia física y su personalidad.
La transformación en el Segundo Doctor (originalmente denominada como "renovación"), una figura que era "esencialmente" el mismo personaje que el primero, pero con una personalidad muy diferente, fue un punto de inflexión en la evolución de la serie, que finalmente se convirtió en un elemento crítico en la longevidad de la misma.

## Biografía
El Primer Doctor fue debilitándose progresivamente mientras luchaba contra los Cybermen durante los eventos de The Tenth Planet y eventualmente falleció, aparentemente por ancianidad. Su cuerpo se renovó a sí mismo y se transformó en el Segundo Doctor.
Inicialmente, la relación entre el Segundo Doctor y su predecesor no estaba clara. En su primera historia, el Segundo Doctor se refiere a su predecesor en tercera persona, como si fuera una persona completamente diferente. Sus acompañantes, Ben y Polly, al principio no están seguros de cómo tratarle, y es solo cuando un Dalek le reconoce cuando aceptan que él es el Doctor.
En la segunda historia, The Highlanders, Jamie McCrimmon se unió a la tripulación de la TARDIS, y se quedó con el Segundo Doctor por el resto de sus viajes. Ben y Polly se fueron juntos cuando la TARDIS aterrizó en el Aeropuerto de Gatwick el mismo día que se habían ido originalmente con el Primer Doctor. El Doctor y Jamie se vieron después envueltos en una trama de los Daleks para obtener "los factores humanos y Dalek", lo que les llevó a conocer a Victoria Waterfield en el siglo XIX. El Doctor usó la situación para orquestar una guerra civil Dalek que aparentemente destruyó a los Daleks para siempre. Sin embargo, el padre de Victoria fue una de las víctimas. Ahora huérfana, Victoria eligió acompañar al Doctor y Jamie en sus viajes. Aunque sintió gran afecto por el Doctor y Jamie, nunca pudo adaptarse por completo a la vida en la TARDIS y el peligro constante que corrían. Finalmente decidió abandonarles tras los eventos de Fury from the Deep. Al Doctor se le unió entonces Zoe Heriot, una mujer del siglo XXI extremadamente inteligente (aunque demasiado dependiente de la lógica), que les ayudó a detener un ataque Cybermen en una estación espacial conocida como la Rueda. Después se metió como polizona en la TARDIS y, a pesar de las advertencias del Doctor acerca de los peligros que podrían encontrar, decidió quedarse.
Durante su segunda encarnación, el Doctor se enfrentó a enemigos familiares como los Daleks y los Cybermen, así como a nuevos enemigos como la Gran Inteligencia y los Guerreros de Hielo. Fue durante este tiempo que conoció por primera vez a Alistair Gordon Lethbridge-Stewart, en los túneles del metro de Londres. Después de que la Gran Inteligencia fuera derrotada, Lethbrdige-Stewart fue ascendido a Brigadier y se convirtió en líder de la sección británica de UNIT, una organización militar encargada de investigar y defender el mundo de amenazas extraterrestres. El Doctor volvería a hacer equipo para derrotar una invasión de Cybermen aliados con el industrial Tobias Vaughan.
El tiempo del Segundo Doctor terminó cuando la TARDIS aterrizó en mitad de una guerra, creada por una raza de señores de la guerra alienígenas que poco a poco iban secuestrando y lavando el cerebro de humanos para convertirlos en soldados para ellos. Aunque el Doctor logró detener sus planes, se dio cuenta de que no podría hacer volver a los sujetos humanos a los variados puntos originales de la Tierra de que venían. Así pues, contactó con los Señores del Tiempo, sacrificando así su propia libertad. Fue puesto a juicio por los Señores del Tiempo, por infringir la ley de no interferencia. A pesar del argumento del Doctor de que los Señores del Tiempo deberían usar sus grandes poderes para ayudar a otros, fue sentenciado al exilio en la Tierra del siglo XX. Los Señores del Tiempo forzaron su regeneración en el Tercer Doctor en el proceso. Jamie y Zoe fueron devueltos a su propio tiempo, con sus recuerdos del Doctor borrados salvo el de su primer encuentro, y el secreto de la TARDIS fue también arrebatado del Doctor.

## Personalidad
Ha sido apodado el "Hobo Cósmico", ya que el travieso Segundo Doctor parecía ser mucho más desaliñado e infantil que su primera encarnación.
Vivaz, inteligente, y siempre un paso por delante de sus enemigos, a veces podía ser un estratega calculador que no solo podía manipular a la gente por un bien mayor, sino también actuar como un torpe tonto para que otros subestimaran sus verdaderas habilidades. A veces esto aparece simplemente como una broma, como en The Tomb of the Cybermen, donde termina los cálculos de los arqueólogos a sus espaldas, pero otras veces, esto se muestra con mucha más oscuridad. En The Evil of the Daleks, manipuló fríamente a Jamie para intentar rescatar a Victoria (activando así los tests de Factor Humano), y se mostró antipático con Edward Waterfield cuando este intentó disculparse por su colaboración con los Daleks. Pero a pesar de su fanfarronería y tendencia al pánico cuando los eventos se escapaban de su control, el Segundo Doctor siempre actuó heroica y moralmente en su deseo de ayudar a los oprimidos.
Este Doctor está asociado con las muletillas "¡Ay, mi madre! (Oh my giddy aunt!)" y "Cuando yo diga corred, ¡corred!", y también destacaba por tocar la flauta. En historias iniciales también demuestra un cariño por los sombreros y otros tipos de atuendos para la cabeza, soliendo llevar un distinguido sombrero de copa alta cuando está fuera.

## Estilo de historias
Con la llegada de un Doctor más joven y el cambio de los gustos, el tiempo del Segundo Doctor fue caracterizado por un ritmo más rápido y la preferencia por historias de terror al estilo del "monstruo de la semana", mientras que las historias puramente históricas que eran una presentación recurrente de la era de William Hartnell cesaron con The Highlanders, la única historia de ese género de la era de Troughton. Mientras el Doctor de Troughton aún visitaba el pasado de la Tierra, siempre se encontraría algún alienígena, como los Daleks o los Guerreros de Hielo. También fue durante esta era que Doctor Who comenzó a recibir presiones por su contenido supuestamente violento y terrorífico.
Como con su predecesor, todos los episodios originales del Segundo Doctor fueron en blanco y negro. Apariciones posteriores como invitado en The Three Doctors, The Five Doctors y The Two Doctors ya fueron en color. Sin embargo, el reinado de Troughton como el Doctor es más notable por lo que no existe más que por lo que existe, ya que muchos de los episodios del Segundo Doctor fueron destruidos por la BBC.
Solo una historia de las dos primeras temporadas de Troughton, The Tomb of the Cybermen existe por completo; diez historias solo existen incompletas (muchas con solo uno o dos episodios de 4 o 6); y cuatro están perdidas íntegramente, incluida su primera historia, The Power of the Daleks, la primera aventura de Jamie, The Highlanders; The Macra Terror y Fury from the Deep.
Por lo que parecen ser errores de continuidad en las apariciones posteriores de Troughton (particularmente en The Two Doctors), algunos fanes han especulado que los Señores del Tiempo usaron al Segundo Doctor como agente tras los eventos de The War Games y que no se regeneró y fue inmediatamente al exilio en la Tierra. Esta teoría de continuidad se describe como "Temporada 6B".
Peter Davison, Colin Baker y Matt Smith, que interpretaron respectivamente al Quinto, Sexto y Undécimo Doctor, han declarado que el Segundo Doctor es su favorito. Smith también ha dicho que el vestuario de su Doctor, en concreto la pajarita, tuvo su influencia en el vestuario del Segundo Doctor, después de que Smith citara la historia de Troughton The Tomb of the Cybermen como su episodio favorito.

## Apariciones posteriores
El Segundo Doctor volvería a la serie en tres ocasiones: en 1973 para el serial del décimo aniversario, The Three Doctors (que también vio el regreso de William Hartnell como el Primer Doctor), en 1989 para el especial del 20 aniversario de 1983, The Five Doctors, y una vez más en 1985 en The Two Doctors.

## Otras menciones
Se puede ver imágenes del Segundo Doctor en Day of the Daleks, The Brain of Morbius, Earthshock, Mawdryn Undead, Resurrection of the Daleks, The Next Doctor, The Eleventh Hour, Vincent and the Doctor, The Lodger y la historia de The Sarah Jane Adventures titulada Death of the Doctor.
En El nombre del Doctor y El día del Doctor, el Segundo Doctor aparece en varias escenas gracias a material archivado.